# Авша
Авша (тур. Avşa) — остров в Турции, в южной части Мраморного моря (Пропонтиды). Расположен к юго-западу от острова Мармара, к юго-востоку от острова Экинлик, к северо-востоку от города Карабига и к северо-западу от острова Пашалиманы. Рельеф скалистый, без естественных гаваней. Наивысшая точка 191 м над уровнем моря. Административно относится к району Мармара в иле Балыкесир.
Остров является популярным местом для местного туризма. Связан паромным сообщением со Стамбулом. Можно добраться до острова на моторной лодке из городов Эрдек и Текирдаг.
В древности остров назывался Офиуса (др.-греч. Οφιούσα). В византийский период назывался Афусия (Афисия, Αφουσία ή Αφυσιά) и служил местом ссылки. При императоре Михаиле I Рангаве на остров были сосланы сыновья императора Константина V и его третьей жены Евдокии: Никифор, Никита, Христофор, Евдоким и Анфим. При императоре Льве V Армянине (813—820) на остров Афусия за почитание икон были сосланы преподобные Макарий Пеликитский (Μακάριος ο Πελεκήτης) и Иоанн Кафарский (Όσιος Ιωάννης ο Ομολογητής), игумен монастыря кафаров, где и скончались около 830 года. При императоре Феофиле (829—842) на остров Афусия сослали преподобного исповедника Илариона Нового Далматского (Όσιος Ιλαρίων ο νέος), игумена Далматского монастыря в Константинополе, где он находился до смерти императора. При Феофиле в ссылкe на Афусии побывали Феодор и Феофан Начертанные, ученики преподобного Михаила Сингелла, Константинопольского. В начале XX века остров назывался Араплар (тур. Araplar Adası, греч. Αραμπλάρ — Арабский остров). Затем остров назывался Тюркели (тур. Türkeli). И затем остров получил название Авша, которое является отуреченным вариантом византийского названия.